# Emmylou Harris
Emmylou Harris  (født 2. april 1947 i  Birmingham, Alabama) er en amerikansk country singer-songwriter og musiker. Hun forlod i slutningen af 1960'erne The University of North Carolina, hvor hun studerede dramatik for at blive folkesanger i New York.
Hun kom for sent; folkscenen var afløst af psykedelisk rock, men hun blev dog fast ingrediens på et af de få steder, der endnu var tilbage, Gerdes Folk City.
I 1969 udgav hun sin første LP, men pladeselskabet gik nedenom og hjem, og det samme gjorde hendes ægteskab med musikeren Tom Slocum.
Hun stod tilbage som enlig mor i Nashville uden pladekontrakt eller forbindelser og valgte at flytte til omegnen af Washington D.C., hvor hendes forældre havde købt en gård.
Efter at have fået styr på sit liv begyndte hun igen at spille lokalt, og det førte til et samarbejde med Gram Parsons i 1971.
Som tidligere medlem af the The Byrds og The Flying Burrito Brothers var Parsons på det tidspunkt en af de stærkeste figurer i fusionen mellem country og rock.
Emmylou Harris optrådte som vokalist på Parsons to lp'er GP (1971) og Grievous Angel (1973) (begge countryrock-klassikere), inden han døde knap 27 år gammel i 1973.
Parsons manager opfordrede Harris til at fortsætte på egen hånd, og i 1975 brød hun endeligt igennem med lp'en Pieces of The Sky. Samtidig dannede hun The Hot Band, som eksisterede frem til begyndelsen af 1990'erne?med musikere som James Burton, Rodney Crowell og Albert Lee. Samtidig steg efterspørgslen på hende som korsanger støt. Fremhæves bør hendes følelsesladede sekvens i Martin Scorseses film The Last Waltz om The Band fra 1978.
I 1987 gik hun sammen med Linda Ronstadt og Dolly Parton om pladen Trio, en succes som blev gentaget i 1999. I 1991 dannede hun en bluegrass-baseret gruppe The Nash Ramblers, og på cd'en Stumble Into Grace arbejdede hun bl.a. sammen med Daniel Lanois og Kate and Anna McGarrigle.
I 1996 fik hun en Grammy for Wrecking Ball (Best Contemporary Folk Album) og i 2002 den eftertragtede Billboard ærespris Artist of the Century, en af de få priser i USA (og andre steder), som alene er en kunstnerisk vurdering.
I 2006 udsendte hun sammen med Mark Knopfler albummet All the Roadrunning med 12 sange præget af country rock, folkrock og bluegrass, der blev fulgt op af livealbummet Real Live Roadrunning.

## Diskografi

### Albums
- 1968: Gliding Bird
- 1975: Pieces of the Sky
- 1975: Elite Hotel
- 1977: Luxury Liner
- 1978: Quarter Moon in a Ten Cent Town
- 1985: The Ballad of Sally Rose
- 1987: Trio (album)
- 1995: Wrecking Ball
- 1998: Spyboy
- 2000: Red Dirt Girl
- 2001: Anthology: The Reprise Years
- 2003: Stumble Into Grace
- 2006: Mark Knopfler & Emmylou Harris: All The Roadrunning
- 2006: Mark Knopfler & Emmylou Harris: Real Live Roadrunning